# The Outlaw's Trail
The Outlaw's Trail est un film muet américain réalisé par Allan Dwan et sorti en 1911.

## Synopsis
Jim Osborn fait partie des Texas Rangers. Il a pour mission de capturer Dad Winters, le chef d'une bande de hors-la-loi. En route, il s'arrête pour se désaltérer à une source dans la montagne. Il y rencontre une jeune femme, Bonnie, qui vient puiser de l'eau. Ce qu'il ignore, c'est que Bonnie est la fille de celui qu'il recherche...

## Fiche technique
- Titre : The Outlaw's Trail
- Réalisation : Allan Dwan
- Genre : Western
- Production : American Film Manufacturing Company
- Distribution : Motion Picture Distributors and Sales Company
- Date de sortie :
  - États-Unis : 13 juillet 1911

## Distribution
- J. Warren Kerrigan : Jim Osborn
- Pauline Bush : Bonnie Winters
- Pete Morrison : Dad Winters